# Planchonella anteridifera
Planchonella anteridifera är en tvåhjärtbladig växtart som först beskrevs av Cyril Tenison White, William Douglas Francis och Lane-poole, och fick sitt nu gällande namn av Herman Johannes Lam. Planchonella anteridifera ingår i släktet Planchonella och familjen Sapotaceae. Inga underarter finns listade i Catalogue of Life.